# Universidad Estatal de Nuevo México
La Universidad Estatal de Nuevo México (inglés: New Mexico State University) cuyas siglas institucionales son NMSU, es una universidad pública estatal cuyo campus principal se encuentra en Las Cruces, Nuevo México, Estados Unidos.
Administra otros campus en las ciudades de Alamogordo y Carlsbad, y el Colegio universitario de Doña Ana (Dona Ana Community College). La universidad fue fundada en 1888 como Las Cruces College, especializado en agricultura, y en 1889 se convirtió en New Mexico College of Agriculture and Mechanic Arts. Cambió a su nombre actual en 1960. La universidad tiene 16.415 estudiantes en su campus principal, y un total de 27.150 estudiantes al contabilizar sus otros campus.
Su presidente interino es Waded Cruzado.